# Алпе Пала (Вербано-Кузио-Осола)
Алпе Пала је насеље у Италији у округу Вербано-Кузио-Осола, региону Пијемонт.
Према процени из 2011. у насељу је живело 4 становника. Насеље се налази на надморској висини од 891 м.